# Biebelried
Biebelried település Németországban, azon belül Bajorországban. Lakosainak száma 1216 fő (2023. december 31.).

## Népesség
A település népessége az elmúlt években az alábbi módon változott:
| Lakosok száma | 954  | 492  | 1229 | 1247 | 1233 | 1256 | 1248 | 1212 | 1226 | 1216 |
|               | 1970 | 1975 | 2011 | 2012 | 2014 | 2015 | 2017 | 2019 | 2022 | 2023 |